# العلاقات الأسترالية الدومينيكانية
العلاقات الأسترالية الدومينيكانية هي العلاقات الثنائية التي تجمع بين أستراليا وجمهورية الدومينيكان.

## مقارنة بين البلدين
هذه مقارنة عامة ومرجعية للدولتين:
| وجه المقارنة                                              | أستراليا                                   | جمهورية الدومينيكان |
| --------------------------------------------------------- | ------------------------------------------ | ------------------- |
| المساحة (كم2)                                             | 7.69 مليون                                 | 48.67 ألف           |
| عدد السكان (نسمة)                                         | 24.51 مليون                                | 10.40 مليون         |
| الكثافة السكانية (ن./كم²)                                 | 3.19                                       | 213.68              |
| العاصمة                                                   | كانبرا، ملبورن                             | سانتو دومينغو       |
| اللغة الرسمية                                             | لغة إنجليزية                               | اللغة الإسبانية     |
| العملة                                                    | دولار أسترالي، جنيه إسترليني، جنيه أسترالي | بيزو دومنيكاني      |
| الناتج المحلي الإجمالي (بليون دولار)                      | 1.32 تريليون                               | 75.93 مليار         |
| الناتج المحلي الإجمالي (تعادل القوة الشرائية) بليون دولار | 1.10 تريليون                               | 149.89 مليار        |
| الناتج المحلي الإجمالي الاسمي للفرد دولار أمريكي          | 56.31 ألف                                  | 6.47 ألف            |
| الناتج المحلي الإجمالي للفرد دولار أمريكي                 | 45.92 ألف                                  | 13.26 ألف           |
| مؤشر التنمية البشرية                                      | 0.939                                      | 0.715               |
| رمز المكالمات الدولي                                      | +61                                        | +1809، +1829، +1849 |
| رمز الإنترنت                                              | .au                                        | .do                 |
| المنطقة الزمنية                                           |                                            | 00                  |

## منظمات دولية مشتركة
يشترك البلدان في عضوية مجموعة من المنظمات الدولية، منها:
| علم المنظمة | اسم المنظمة                        | تاريخ انضمام أستراليا | تاريخ انضمام جمهورية الدومينيكان |
| ----------- | ---------------------------------- | --------------------- | -------------------------------- |
|             | يونسكو                             | 4 نوفمبر 1946         | 4 نوفمبر 1946                    |
|             | مؤسسة التمويل الدولية              | 20 يوليو 1956         | 31 أكتوبر 1961                   |
|             | منظمة حظر الأسلحة الكيميائية       | ?                     | ?                                |
|             | مؤسسة التنمية الدولية              | 24 سبتمبر 1960        | 16 نوفمبر 1962                   |
|             | منظمة التجارة العالمية             | ?                     | ?                                |
|             | وكالة ضمان الاستثمار متعدد الأطراف | 10 فبراير 1999        | 7 مارس 1997                      |
|             | الاتحاد البريدي العالمي            | ?                     | ?                                |
|             | منظمة الشرطة الجنائية الدولية      | ?                     | ?                                |
|             | الأمم المتحدة                      | 1 نوفمبر 1945         | 24 أكتوبر 1945                   |
|             | البنك الدولي للإنشاء والتعمير      | 5 أغسطس 1947          | 18 سبتمبر 1961                   |
|             | المنظمة الهيدروغرافية الدولية      | ?                     | ?                                |

## وصلات خارجية
- موقع وزارة الخارجية الأسترالية